# Ruta 211 (Costa Rica)
La Ruta 211, oficialmente Ruta Nacional Secundaria 211, es una ruta nacional de Costa Rica ubicada en la provincia de San José.

## Descripción
En la provincia de San José, la ruta atraviesa el cantón de San José (el distrito de San Francisco de Dos Ríos), el cantón de Curridabat (los distritos de Curridabat, Tirrases).